# Beothuksite van Boyd's Cove

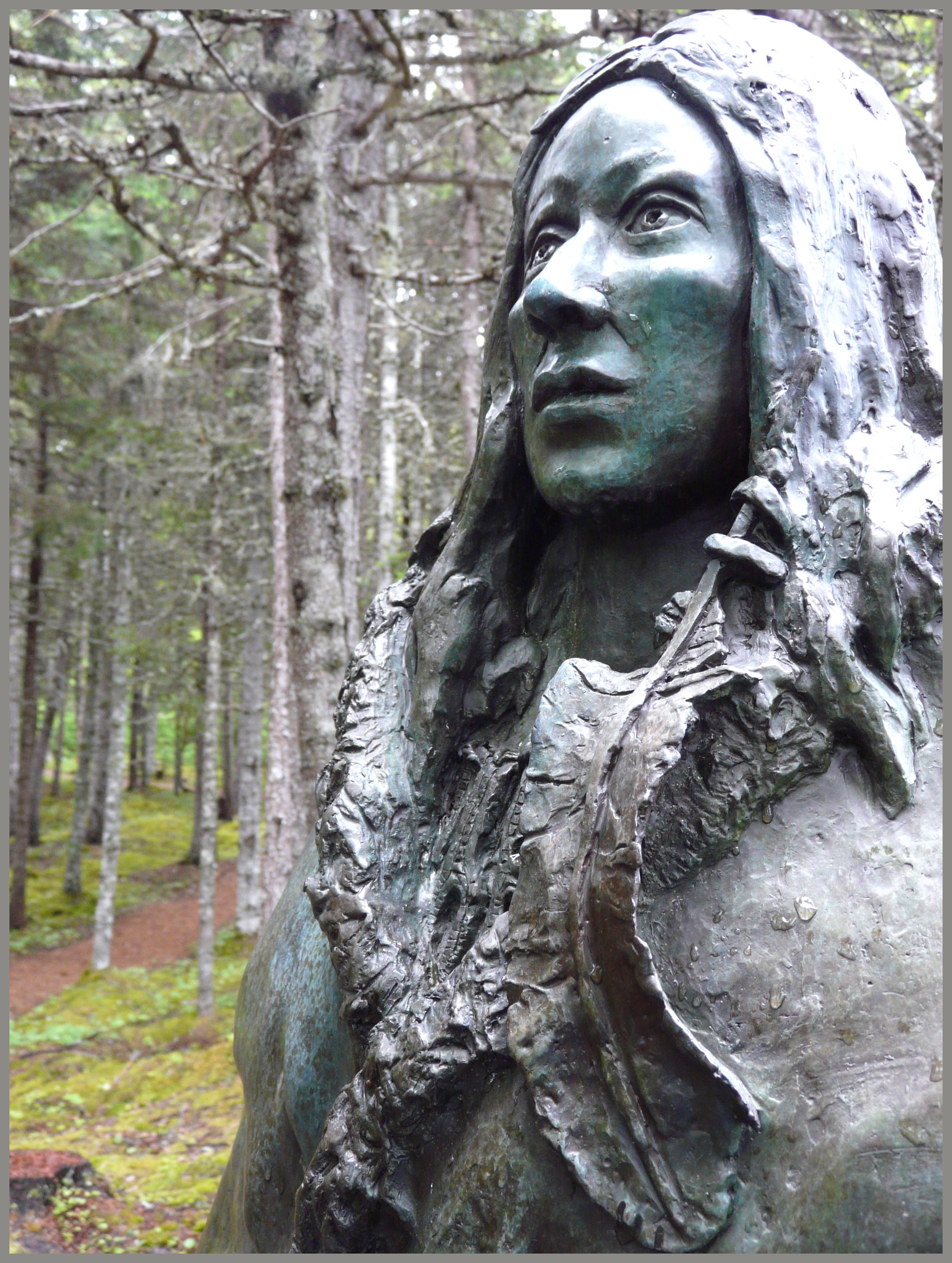
Standbeeld van Shanawdithit bij de site te Boyd's Cove

De Beothuksite van Boyd's Cove is een archeologische site van de Beothuk, de uitgestorven inheemse bevolking van het Canadese eiland Newfoundland. De site was van groot belang in het beter begrijpen van de Beothukcultuur en werd in 1995 erkend als National Historic Site of Canada.

## Ontdekking
Er is vrij weinig geweten over de Beothuk. Dit heeft onder andere te maken met enerzijds hun kleine aantallen en anderzijds het feit dat ze in de vroege 19e eeuw als volk uitgestorven waren. Belangrijk is ook dat zij de tactiek hanteerden om alle contact met de westerlingen te vermijden. Dit in tegenstelling tot vrijwel alle andere indianenvolkeren in Noord-Amerika, die handel dreven met de Europeanen of bijvoorbeeld oorlog voerden of bondgenootschappen sloten met hen. Vóór 1750 werden de Beothuk eveneens amper vermeld in Europese bronnen. Hierdoor gingen archeologen in de jaren 1980 specifiek op zoek naar Beothuksites uit de 17e en 18e eeuw. Archeologen vonden uiteindelijk zestien sites van verschillende inheemse bevolkingsgroepen, voornamelijk van de Maritiem-Archaïsche cultuur en Paleo-Eskimo's, maar ook twee Beothuksites. Daar bij hoorde de site van Boyd's Cove, die in 1981 ontdekt werd door dr. Ralph Pastore.

## Beschrijving

### Ligging
De archeologische site bevindt zich net ten noordoosten van het plaatsje Boyd's Cove, aan de oevers van Notre Dame Bay aan de noordkust van het Newfoundland. Het betreft een 6 meter boven de zeespiegel gelegen morene. Het losse sediment van de morene zorgt ervoor dat het water onmiddellijk de bodem in trekt, waardoor de kuilwoningen snel droog waren bij regenval. De site heeft een vlak strand, ideaal voor het aan land slepen van kano's, en ligt aan een stroom die in zuiver water en zalm voorzag.

### Bewoning
Onderzoek toont aan dat de site al vanaf circa 1000 v.Chr. in gebruik was door Paleo-Eskimo's. Pas vanaf circa 1650 vestigden de Beothuk zich er.
De Beothuksite bestaat uit negen ronde en twee ovalen kuilen die overblijfselen zijn van kuilwoningen. De ondiepe kuilen hadden een diameter van gemiddeld 6 meter. In de kuil werd dan een wigwam geplaatst die bedekt werd met schors, waarna de aarde van de kuil over de randen van de wigwam geplaatst werd. Dit creëerde een droge en winddichte constructie waarin gedurende enkele jaren kon gewoond worden. Kuilen die in onbruik geraakten, werden gebruikt om voedingsresten te dumpen. Archeologen schatten dat ongeveer vier kuilwoningen op hetzelfde moment bewoond werden en extrapoleren daaruit een bevolking van 30–35 individuen.
In en rond de woningen werden meer dan duizend ijzeren nagels gevonden, die de Beothuk naar alle waarschijnlijkheid meenamen van achtergelaten Europees visgerei of uit verlaten Europese gebouwen. De Beothuk bewerkten velen ervan tot bijvoorbeeld schrapers of pijlpunten. Ook scherven van zowel Engels als Frans aardewerk tonen aan dat de Beothuk zeer waarschijnlijk verlaten Europese visplaatsen bezochten (de Newfoundlandse visserij was toen nog voor een groot deel seizoenvisserij, na het visseizoen keerden de meeste Europeanen weer huiswaarts). Hoewel er sterke bewijzen zijn dat de Beothuk geen handel voerden met de Europeanen, wijzen onder meer gevonden kralen op mogelijke vreedzame handel met andere inheemse volkeren (vermoedelijk Mi'kmaq en/of Innu).

### Verlating van de site
Rond 1720 vestigden Europeanen zich aan de oevers van de Dog Bay, een baai op amper 6 km van de Beothuksite (met vanaf zee goed zichtbare wigwams). Dit was waarschijnlijk de aanzet voor de groep om te verhuizen, mogelijks verder naar het westen toe, om uit het zicht van de westerlingen te blijven. Op deze manier werden Beothukgroepen meer en meer gedwongen om in het binnenland van jacht te leven. Hierdoor hadden ze minder mogelijkheden om te vissen, welk hun belangrijkste bestaansmogelijkheid was. Dit patroon leidde uiteindelijk mee tot hun definitieve ondergang zo'n eeuw later.

## Erkenning
Het onderzoek van de site te Boyd's Cove was van groot belang om de Beothukcultuur beter te kunnen begrijpen. Ze leverde onder andere info op over hun woningen, hun voedselpatronen, hun contact met de buitenwereld, hun symboliek en hun voorouderlijke band met andere "recente Indiaanse" populaties. De federale overheid van Canada besloot daarom in 1995 om de site te erkennen als National Historic Site of Canada. Voor bezoekers werd later het Beothuk Interpretation Centre gebouwd. Dit interpretatiecentrum is sinds 1999 erkend als provinciale historische site en stelt ook verscheidene vondsten tentoon.